# Sidi Bou Said
Sidi Bou Said (سيدي بوسعيد Sīdī Bū Saʿīd) is een pittoreske plaats in het uiterste noorden van Tunesië, aan de Middellandse Zee, op ongeveer 20 kilometer afstand van de hoofdstad Tunis. Een bezoek hieraan kan dan ook eenvoudig met een bezoek aan Tunis en/of Carthago gecombineerd worden. De plaats telt 5.911 inwoners (2014).
De plaats is genoemd naar een oorspronkelijk Marokkaanse islamitische heilige die hier woonde, en wiens volledige naam Abou Said ibn Chalef ibn Yahia Ettamini al Baji was. Hij was een soefi geleerde, die hier besloot te gaan wonen toen hij terugkeerde van de bedevaart naar Mekka (hadj). In juli vindt er jaarlijks een feest plaats ter ere van hem in Sidi Bou Said.
Waarschijnlijk is de plaats gesticht door vluchtelingen van de reconquista (herovering van Spanje), waarbij moslims en joden uit Spanje werden weggejaagd.
De architectuur van de plaats valt erg op: de huizen zijn blauw en wit geschilderd, wat een zeer karakteristieke indruk achterlaat op de bezoekers.
Niet alleen is de plaats in trek bij kunstenaars die er inspiratie opdoen, ook is er een kunstgalerij in de stad. Verder trekt de plaats ook binnen- én buitenlandse toeristen aan die romantisch zijn ingesteld.
De stad heeft verder een jachthaven. Op bepaalde plekken in de plaats kan men ook een mooi uitzicht hebben op de Golf van Tunis en Carthago.
Sidi Bou Said wordt bediend door de sneltram TGM, die Tunis verbindt met La Marsa.

## Geboren in Sidi Bou Said
- Beji Caid Essebsi (1926-2019), politicus
- Moufida Tlatli (1947-2021), filmregisseur en politica
- Selima Sfar (1977), tennisspeelster